# Estadística de Maxwell-Boltzmann

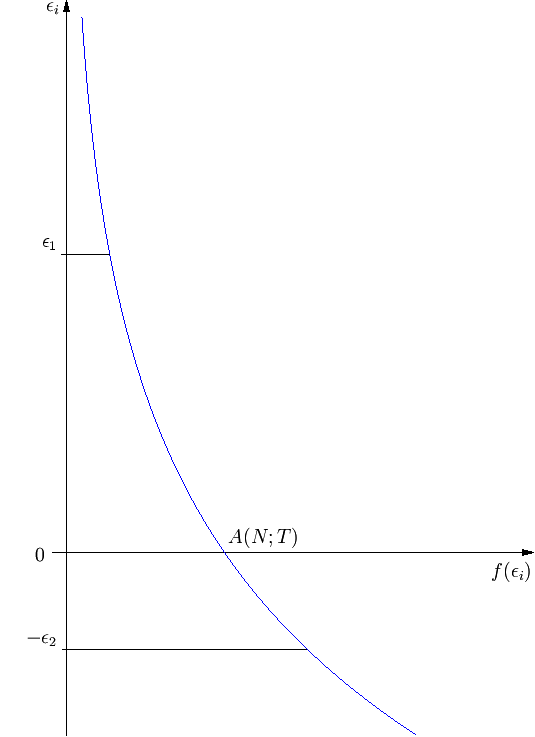
Representación gráfica de la función densidad de distribución de Maxwell-Boltzmann.

En física, la estadística de Maxwell-Boltzmann es una función estadística desarrollada para modelar el comportamiento de sistemas físicos regidos por la mecánica clásica. Esta función estadística clásica, formulada originalmente por los físicos J.C. Maxwell y L. Boltzmann, rige la distribución de un conjunto de partículas en función de los posibles valores de energía de los estados que estas pueden ocupar. Para cada sistema termodinámico, la distribución de Maxwell-Boltzmann no es otra cosa que la aplicación del colectivo canónico de la mecánica estadística, bajo el supuesto no-cuántico de que los números de ocupación de cada estado disponible son pequeños comparados con el número máximo de ocupación.
Esta función es una densidad de probabilidad cuya expresión es:

{\displaystyle f(\epsilon _{i})=A(N;T)e^{-\epsilon _{i}/kT}}

O de forma más generalizada, puede expresarse como:

{\displaystyle {\frac {N_{i}}{N}}={\frac {g_{i}}{e^{(\epsilon _{i}-\mu )/kT}}}={\frac {g_{i}e^{-\epsilon _{i}/kT}}{Z}}}

En donde:
- {\displaystyle A(N;T)}: es una función dependiente de {\displaystyle N}, el número de partículas en el sistema y de {\displaystyle T}, la temperatura del sistema en Kelvin.
- {\displaystyle N_{i}} es el número de partículas en el estado i.
- {\displaystyle \epsilon _{i}} es la energía del estado i-ésimo.
- {\displaystyle g_{i}} es la degeneración del nivel de energía i, es decir, el número de estados (excluyendo el estado de partícula libre) con energía {\displaystyle \epsilon _{i}}.
- {\displaystyle \mu } es el potencial químico.
- {\displaystyle k} es la constante de Boltzmann.
- {\displaystyle N} es el número total de partículas:

{\displaystyle N=\sum _{i}N_{i}\,}
- {\displaystyle Z} es la función partición:

{\displaystyle Z=\sum _{i}g_{i}e^{-\epsilon _{i}/kT}}
- {\displaystyle e} es el número de Euler.

La distribución de Maxwell-Boltzmann se ha aplicado especialmente a la teoría cinética de gases, y otros sistemas físicos, además de en econofísica para predecir la distribución de la renta. En realidad la distribución de Maxwell-Boltzmann es aplicable a cualquier sistema formado por N "partículas" o "individuos" que interacambian estacionariamente entre sí una cierta magnitud M y cada uno de ellos tiene una cantidad mi de la magnitud M y a lo largo del tiempo se cumple que M :=  m1+m2+...+ mN.

## Límites de aplicación
Para un sistema de partículas cuánticas, la hipótesis de que {\displaystyle N_{i}} sea substancialmente menor que {\displaystyle g_{i}} para los estados diferentes del fundamental en general no se cumplirá y es necesario acudir a la estadística de Bose-Einstein si las partículas son bosónicas o a la estadística de Fermi-Dirac si las partículas son fermiónicas.
Las estadísticas de Fermi–Dirac (+) y Bose–Einstein (−) pueden ser expresadas como:

{\displaystyle N_{i}={\frac {g_{i}}{e^{(\epsilon _{i}-\mu )/kT}\pm 1}}}

Asumiendo que el valor mínimo de {\displaystyle \epsilon _{i}} es bastante pequeño, se puede verificar que la condición en la cual la distribución de Maxwell-Boltzmann es válida es cuando se cumple que:

{\displaystyle e^{-\mu /kT}\gg 1}

Para un gas ideal, podemos calcular los potenciales químicos utilizando el desarrollo de la ecuación Sackur–Tetrode para demostrar que :

{\displaystyle \mu =\left({\frac {\partial E}{\partial N}}\right)_{S,V}=-kT\ln \left({\frac {V}{N\Lambda ^{3}}}\right)}

dónde {\displaystyle E} es la energía interna total, {\displaystyle S} es la entropía, {\displaystyle V} es el volumen, y {\displaystyle \Lambda } es el longitud de onda térmica de De Broglie. La condición de aplicación para la distribución Maxwell-Boltzmann en un gas ideal resulta:

{\displaystyle {\frac {V}{N\Lambda ^{3}}}\gg 1.}